# 不動産学研究科
不動産学研究科（ふどうさんかがくけんきゅうか）は、不動産学に関する高度な研究教育を講ずる大学院研究科のひとつで、従来より、社会科学系の大学学部学科および大学院研究科の専攻単位で従来から教育・研究対象としている対象を独立組織にしたものである。

## 不動産学研究科を設置している大学院
- 明海大学大学院

### 不動産学に関する専攻を設置している大学院
- 日本大学大学院理工学研究科不動産科学専攻